# Guyonne de Breuil
Guyonne de Breuil est une dame d'honneur de la cour de Marie Stuart.

## Biographie
Elle est la fille d'Henri Lyonnet de Breuil, seigneur de Paluau et d'Anne de Baudreuil . Le 4 avril 1527 à Saint-Révérien, elle épouse Jean de Beaucaire (1505-1578), seigneur de Puyguillon et baron de la Forêt-Saint-Meyrand.
En juin 1552, le cardinal de Lorraine envoie Jean de Beaucaire en Écosse pour s'occuper des affaires financières de Marie de Guise. Il devient le premier maître d’hôtel de Marie Stuart . En septembre 1561, le couple accompagne Marie Stuart en Écosse . Ils reviennent en France pour une visite en août 1562. Son mari, apportant des lettres de Marie, reçoit un passeport pour venir à Londres et rencontrer Elisabeth Ire .

## Famille
Sa fille aînée, Charlotte de Beaucaire (?-1628), hérite des possessions de son père et épouse en mai 1564 Gaspard d'Alègre (?-1610), seigneur de Viverols.
Sa fille cadette, Marie de Beaucaire (1535-1613), est également membre de la maison de Marie Stuart en France. Selon Brantôme, elle est une grande favorite de la reine et est alors connue sous le nom de "Mademoiselle de Villemontays" . Elle épouse en 1556 Sébastien de Luxembourg-Martigues, comte puis duc de Penthièvre, maître d'hôtel de Marie Stuart. Ils ont une fille, Marie de Luxembourg (1562-1623), filleule de Marie Stuart, qui épouse Philippe-Emmanuel de Lorraine, duc de Mercœur, en juillet 1579 .